# Lasioglossum lorentzi
Lasioglossum lorentzi är en biart som först beskrevs av Heinrich Friese 1911.  Lasioglossum lorentzi ingår i släktet smalbin, och familjen vägbin. Inga underarter finns listade i Catalogue of Life.